# Pere II d'Alençon
Pere II d'Alençon (Pere II de Valois, comte d'Alençon), nascut el 1340, mort a Argentan el 20 de setembre de 1404, comte d'Alençon, de Perche i de Porhoët, fill de Carles II d'Alençon, comte d'Alençon i de Perche, i de Maria de La Cerda.

## Biografia
Pere II va néixer el 1340, fill segon de Carles II d'Alençon, comte d'Alençon i de Perche, i de Maria de la Cerda.
Armat cavaller el 1350, fou un dels ostatges enviats el 1360 a Anglaterra a canvi del rei Joan II de França, fet presoner a Poitiers el 1356. No va tornar a França fins al 1370. El mateix any, va comprar el feu de Châteauneuf-en-Thymerais a Robert de Pont-Audemer.
Es va allistar sota les ordres del duc Joan I de Berry i va combatre a Aquitània amb el seu germà segon Robert, contra els anglesos; van prendre Llemotges, però fracassaren davant Usson (1371). Va combatre llavors a Bretanya amb Du Guesclin, i fou ferit durant l'assalt d'Hennebont (actual Morbihan).
Alguns anys més tard, el 1388, va acompanyar a Carles VI de França a una expedició contra Guillem VI, duc de Gueldre i de Juliers.
Va morir a Argentan el 20 de setembre de 1404, sent enterrat a la cartoixa de la Vall de Déu, a Feings.

## Matrimoni i fills
Es va casar el 10 d'octubre de 1371 amb Maria Chamaillard (vers 1345 - † Argentan 18 de novembre de 1425), vescomtessa de Beaumont-au-maine, Fresnay i Sainte-Suzanne, filla de Guillem Chamaillard, senyor d'Anthenaise (vers 1320- 1391) i de Maria de Beaumont-Brienne (vers 1325- 1372), ella mateixa vescomtessa de Beaumont-au-maine, Fresnay i Sainte-Suzanne, hereva de la família de Beaumont. Tingueren 8 fills:
- Maria (1373 † 1417), casada a Paris el 1390 amb Joan VII d'Harcourt († 1452), comte d'Harcourt et d'Aumale i baró d'Elbeuf
- Pere (1374 † 1375)
- Joan (1375 † 1376)
- Maria (1377 † 1377)
- Joana (1378 † 1403)
- Caterina, (1380 † 1462), casada el 1411 amb Pere d'Evreux (1366 † 1412), infant de Navarra, comte de Mortain després, ja vídua, es va tornar a casar el 1413 amb Lluís VII de Baviera (1365 †1447)
- Margarida, monja a Argentan, (1383, † després de 1400)
- Joan III d'Alençon el Savi (1385 † Batalla d'Azincourt 1415), comte (1404-1414) i després duc d'Alençon (1414-1415).

Va tenir també un fill il·legítim:
- Pere bastard d'Alençon, senyor d'Aunou, mort solter.